# Indywidualne Mistrzostwa Wielkiej Brytanii na Żużlu 1978
Indywidualne mistrzostwa Wielkiej Brytanii na żużlu – cykl turniejów żużlowych mających wyłonić najlepszych żużlowców brytyjskich w 1978 roku. Tytuł wywalczył Michael Lee z King’s Lynn Stars. 

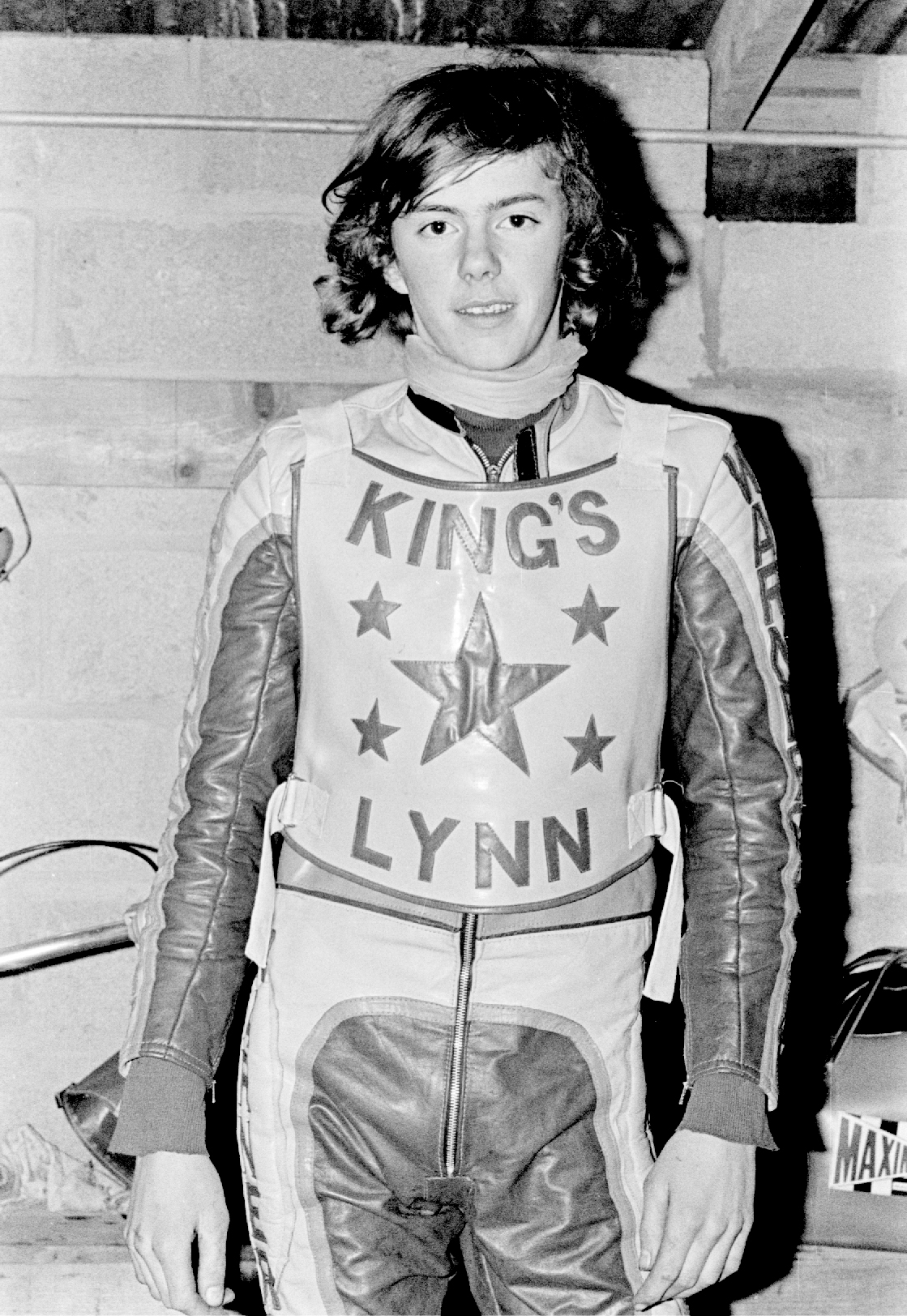
Michael Lee - mistrz Wielkiej Brytanii 1978

## Wyniki

### Półfinał pierwszy
- 12 lipca 1978 r. (środa),  Poole

| Msc. | Zawodnik         | Klub                   | Pkt |  |  |
| ---- | ---------------- | ---------------------- | --- |  |  |
| 1    | Tony Davey       |                        | 12  |  |  |
| 2    | Gordon Kennett   |                        | 12  |  |  |
| 3    | Dave Jessup      |                        | 11  |  |  |
| 4    | John Davis       | Reading Racers         | 11  |  |  |
| 5    | Steve Bastable   | Cradley Heath Heathens | 10  |  |  |
| 6    | John Louis       | Ipswich Witches        | 10  |  |  |
| 7    | Malcolm Simmons  | Poole Pirates          | 10  |  |  |
| 8    | Alan Grahame     | Birmingham Brummies    | 9   |  |  |
| 9    | Terry Betts      | King’s Lynn Stars      | 8   |  |  |
| 10   | Bob Kilby        | Oxford Rebels          | 7   |  |  |
| 11   | Trevor Geer      | White City Rebels      | 6   |  |  |
| 12   | Neil Middleditch | Poole Pirates          | 5   |  |  |
| 13   | Mike Lanham      |                        | 4   |  |  |
| 14   | Colin Richardson |                        | 4   |  |  |
| 15   | Eric Broadbelt   |                        | 2   |  |  |
| 16   | Geoff Bouchard   |                        | 1   |  |  |

Awans: 8 do finału

### Półfinał drugi
- 13 lipca 1978 r. (czwartek),  Sheffield

| Msc. | Zawodnik       | Klub                   | Pkt |  |  |
| ---- | -------------- | ---------------------- | --- |  |  |
| 1    | Peter Collins  | Belle Vue Aces         | 15  |  |  |
| 2    | Chris Morton   | Belle Vue Aces         | 13  |  |  |
| 3    | Michael Lee    | King’s Lynn Stars      | 13  |  |  |
| 4    | Les Collins    | Belle Vue Aces         | 10  |  |  |
| 5    | Reg Wilson     | Sheffield Tigers       | 10  |  |  |
| 6    | Dave Morton    | Wolverhampton Wolves   | 9   |  |  |
| 7    | Doug Wyer      | Sheffield Tigers       | 8   |  |  |
| 8    | Jim McMillan   |                        | 7   |  |  |
| 9    | Phil Collins   | Ellesmere Port Gunners | 7   |  |  |
| 10   | Bobby Beaton   |                        | 6   |  |  |
| 11   | Dave Perks     |                        | 5   |  |  |
| 12   | Ian Cartwright |                        | 5   |  |  |
| 13   | Keith White    | Hackney Hawks          | 4   |  |  |
| 14   | Alan Molyneux  |                        | 4   |  |  |
| 15   | Trevor Geer    | White City Rebels      | 3   |  |  |
| 16   | Ray Wilson     | Birmingham Brummies    | 0   |  |  |

Awans: 8 do finału

### Finał
- 16 sierpnia 1978 r. (środa),  Coventry

| Msc. | Zawodnik        | Klub                   | Pkt  |  |  |
| ---- | --------------- | ---------------------- | ---- |  |  |
| 1    | Michael Lee     | King’s Lynn Stars      | 14   |  |  |
| 2    | Dave Jessup     |                        | 12   |  |  |
| 3    | Malcolm Simmons | Poole Pirates          | 11   |  |  |
| 4    | Gordon Kennett  |                        | 10+3 |  |  |
| 5    | Steve Bastable  | Cradley Heath Heathens | 10+2 |  |  |
| 6    | Chris Morton    | Belle Vue Aces         | 10+1 |  |  |
| 7    | Tony Davey      |                        | 8    |  |  |
| 8    | John Davis      | Reading Racers         | 8    |  |  |
| 9    | Les Collins     | Belle Vue Aces         | 7    |  |  |
| 10   | Peter Collins   | Belle Vue Aces         | 6    |  |  |
| 11   | Reg Wilson      | Sheffield Tigers       | 6    |  |  |
| 12   | Doug Wyer       | Sheffield Tigers       | 4    |  |  |
| 13   | Alan Grahame    | Birmingham Brummies    | 4    |  |  |
| 14   | Jim McMillan    |                        | 3    |  |  |
| 15   | John Louis      | Ipswich Witches        | 3    |  |  |
| 16   | Dave Morton     | Wolverhampton Wolves   | 3    |  |  |